# Nagykamarás
Nagykamarás község Békés vármegye Mezőkovácsházai járásában. Közös hivatali székhely, körjegyzőséget alkot Medgyesbodzással és Dombiratossal.

## Fekvése
A vármegye délkeleti részén fekszik, Gyulától mintegy 35, Békéscsabától 40 kilométerre. Szomszédai: északkelet felől Kétegyháza és Elek, délkelet felől Lőkösháza, dél felől Kevermes és Dombiratos, délnyugat felől Kunágota, nyugat felől Almáskamarás, északnyugat felől pedig Medgyesegyháza.

### Éghajlata
Éghajlata kontinentális, jellemző a hideg tél és a meleg nyár. Az évi napsütéses órák száma igen magas az országos átlaghoz viszonyítva.

### Megközelítése
Központján végighalad az Orosháza-Kevermes közti 4429-es út, ezen érhető el mindkét végponti település irányából. Kunágotával és Almáskamarással a 4437-es út köti össze, déli határszélét pedig egy egészen rövid szakaszon érinti a 4438-as út is.
Autóbuszjáratokkal a község a környező települések nagy része felől megközelíthető. Vasúti elérése nehézkes: északi határszélén elhalad ugyan a MÁV 121-es számú Kétegyháza–Újszeged-vasútvonala, de annak megállási pontja nincs a település területén. A legközelebbi vasútállomás és vasúti megállóhely is Medgyesegyházán található (Medgyesegyháza vasútállomás, Bánkút megállóhely).

## Története
A régi Kamarás község romjain épült. Oklevélben már 1403-ban említették. A török időkben elnéptelenedett. 1841-ben telepítették be újra a környező falvak lakóiból. Egyházjogilag 1847-ig a bánkúti plébánia filiája volt, ekkor egyesítették Almással, majd 1888-ban a két község különvált és Nagykamarás önálló lelkészség lett. 1916-ban plébániai rangra emelkedett. Mai temploma 1883–84 között épült fel. 1995-től 1996 decemberéig mint fília, hozzá tartozott Bánkút. 1996-ban a kevermesi plébános halála miatt az itteni plébánost Kevermesre helyezték és Nagykamarást oldallagos ellátásra Kevermeshez csatolták. 1999-től ismét önálló lett.

## Közélete

### Polgármesterei
- 1990–1994: Köböl András (független)[3]
- 1994–1998: Pelle István (független)[4]
- 1998–2002: Pelle István (független)[5]
- 2002–2006: Pelle István (független)[6]
- 2006–2010: Pelle István (független)[7]
- 2010–2014: Pelle István (Fidesz)[8]
- 2014–2019: Pelle István (Fidesz-KDNP)[9]
- 2019–2024: Pelle István (Fidesz-KDNP)[10]
- 2024– : Mohácsi Klaudia (független)[1]

### Helyi politikai élet

#### A 2014–2019-es ciklusban
A 2014-es önkormányzati választásokon Pelle Istvánt, a Fidesz–KDNP közös jelöltjét választották polgármesterré, így Pelle egyike lett annak a 9 polgármesternek, akik a Mezőkovácsházai járásban (politikai élete) Fidesz-színekben váltak polgármesterré. A község képviselő-testülete a 2010-es választások óta héttagú, a polgármesterrel együtt. A testületből egyedül a polgármester viselt pártszíneket, a képviselők ebben a ciklusban valamennyien függetlenek voltak, így Nagykamaráson értelemszerűen egyetlen frakció sem alakult.
A község 2014–2019 közötti vezetői, azaz a képviselő-testület tagjai:
- Polgármester: Pelle István (Fidesz-KDNP)
- Urbán Ferenc József képviselő, alpolgármester (független)
- Bojtos Tibor képviselő, az Ügyrendi és Pénzügyi Bizottság és a Helyi Értéktár Bizottság tagja (független)
- Nagy Sándorné képviselő, az Ügyrendi és Pénzügyi Bizottság tagja (független)
- Karátsonyi András Ferenc képviselő (független)
- Herédiné Czinge Klára képviselő, a Helyi Értéktár Bizottság tagja (független)
- Fodor András képviselő, a Helyi Értéktár Bizottság elnöke és az Ügyrendi és Pénzügyi Bizottság elnöke (független)

A községben tehát két bizottság működik, ezek külön-külön is láthatóak lent.

##### Ügyrendi és Pénzügyi Bizottság
- Elnök: Fodor András
- Tag: Nagy Sándorné
- Tag: Bojtos Tibor

##### Helyi értéktár bizottság
- Elnök: Fodor András
- Tag: Herédiné Czinge Klára
- Tag: Bojtos Tibor

#### Kisebbségek
A községben egy számottevő kisebbség él, a cigányság, akik saját önkormányzattal is bírnak.
Roma Nemzetiségi Önkormányzat:
- Balogh Menyhértné képviselő, elnök
- Rafael Melinda Gyöngyi képviselő, elnökhelyettes
- Németh Miklósné képviselő

## Népesség
A település népességének változása:
| Lakosok száma | 1426 | 1405 | 1383 | 1146 | 1109 | 1114 | 1089 |
|               | 2013 | 2014 | 2015 | 2021 | 2022 | 2023 | 2024 |

2001-ben a település lakosságának 96%-a magyar, 2%-a cigány és 2%-a román nemzetiségűnek vallotta magát.
A községben a 2010-es évek közepén a cigányság az egyetlen számottevő kisebbség, ők saját nemzetiségi önkormányzattal is rendelkeznek, melynek 3 tagja (elnök, elnökhelyettes, általános képviselő) van.
A 2011-es népszámlálás során a lakosok 78,5%-a magyarnak, 3,8% cigánynak, 0,5% németnek, 1,4% románnak, 0,3% szlováknak mondta magát (8,7% nem nyilatkozott; a kettős identitások miatt a végösszeg nagyobb lehet 100%-nál). A vallási megoszlás a következő volt: római katolikus 45%, református 3,8%, evangélikus 0,8%, felekezeten kívüli 17,8% (31,7% nem nyilatkozott).
2022-ben a lakosság 91,5%-a vallotta magát magyarnak, 1,2% cigánynak, 0,8% románnak, 0,1% németnek, 0,7% egyéb, nem hazai nemzetiségűnek (8,5% nem nyilatkozott; a kettős identitások miatt a végösszeg nagyobb lehet 100%-nál). Vallásuk szerint 30,9% volt római katolikus, 1,8% református, 1,1% evangélikus, 0,3% ortodox, 0,6% görög katolikus, 0,3% egyéb keresztény, 1,7% egyéb katolikus, 12,5% felekezeten kívüli (50,4% nem válaszolt).

## Helyi események, aktualitások
A községben rendszeresen vegyesáru vásárokat szoktak tartani. Decemberben több program van, gyermekszínházi előadás, karácsonyi játszóház is szokott lenni karácsony előtt Nagykamaráson. Több civil szervezet, társaság is jelen van a községben.

### Civil szervezetek, a községi közélet alakítói
- Vadásztársaság
- Nagykamarás Községért Közalapítvány
- Nagykamarási Fiatalokért Közhasznú Egyesület
- Horgász Egyesület
- Nagykamarási Polgárőrség
- Vöröskereszt nagykamarási szervezete
- Római Katolikus Egyházközség

## Gazdasága
A községben 24 vállalkozás/egyéni vállalkozó található. Van a községben gazdabolt, ügyvédi iroda kirendeltsége, takarékszövetkezeti kirendeltség, húsbolt, árufuvarozó, tüzép-telep, patika, postafiók, lottózó, de még presszó is.

## Ismert személyek
- Itt született 1925-ben B. Kovács András állatorvos, egyetemi tanár, az Állatorvostudományi Egyetem rektora (1966–1972).